# Twee Dingen
Twee Dingen was een Nederlands radioprogramma van Omroep MAX. Het interviewprogramma werd op werkdagen in de avond uitgezonden op NPO Radio 1. De eerste uitzending was in september 2010, de 1167ste en laatste uitzending was op 31 december 2015. Het programma werd afwisselend gepresenteerd door Margreet Reijntjes en Elles de Bruin, invaller was Tessel Blok.
In het programma sprak de presentator een half uur met een gast over twee actuele onderwerpen. Een daarvan mocht persoonlijk van aard zijn. Het programma werd in 2015 genomineerd voor de Zilveren Reissmicrofoon.